# Андреевка (Атяшевский район)
Андреевка (эрз. Андреле) — село в Атяшевском районе Мордовии. Входит в состав Козловского сельского поселения.

## География
Расположено на речке Пиченейке, в 10 км от районного центра и железнодорожной станции Атяшево.

## История
Основано в 1639 году переселенцами из д. Старые Чукалы (ныне Большеигнатовского района). Название-антропоним. В 1670 году жители Андреевки участвовали в Гражданской войне 1670—1671 гг. (повстанческий отряд под предводительством крестьянина Вьяскова). По переписи 1671 г., в Андреевке — 17 дворов, 28 тягловых душ мужского пола, 3 пустых двора, 4 «выжжённых в бунт». В «Списке населённых мест Симбирской губернии» (1863) Андреевка — деревня удельная из 64 дворов. В 1910—1911 гг. в Андрееке Козловской волости имелись церковь и церковно-приходская школа (1905). В 1930 году был организован колхоз «Воля», в 1966 году был объединён с колхозом им. Дзержинского (с. Вечерлей), в 1985 году был создан колхоз «Андреевский», который в 1992 году реорганизован в СХПК.

## Население
| 2002 | 2010 | 2012 | 2013 | 2014 | 2015 | 2016 |
| ---- | ---- | ---- | ---- | ---- | ---- | ---- |
| 469  | ↘335 | ↘319 | ↘297 | ↘293 | ↘279 | ↘267 |
| 2017 | 2018 | 2019 |      |      |      |      |
| ↘258 | ↗266 | ↘253 |      |      |      |      |

Население 527 чел. (2001), преимущественно мордва-эрзя.

## Инфраструктура
На территории села — школа, Дом культуры, библиотека, медпункт, магазин.
Проведена асфальтированная дорога.

## Археология
Близ Андреевки — археологические памятники (курганы).

## Источник
- Энциклопедия Мордовия, И. С. Марискин, О. И. Марискин.